# Каланади
Каланади (суахили Kikalanadi) — язык коренных народов Индии, находящийся под угрозой исчезновения. Относится к южнодравидийской языковой семье, на котором говорят на юго-западе округа Ваянад штата Керала.
Каланади лексически похож на языки: 75 % с малаялам, 74 % с пания, 72-75 % с ваянад-куричия, 79-83 % с муллу-курумба, 88 % с патия, 81 % с кундувади.